# Pont Simone-Veil
Le pont Simone-Veil est un pont sur la Garonne reliant les communes de 
Bordeaux et de Bègles sur la rive gauche du fleuve à celle de Floirac sur la rive droite, au niveau de l'Arkéa Arena, en amont du pont ferroviaire de la gare Saint-Jean et du pont Saint-Jean. 
Il s'agit d'un pont à poutres, conçu principalement par le cabinet néerlandais OMA (Rem Koolhaas) et construit sous la maîtrise d'ouvrage de Bordeaux Métropole, dont l'inauguration a eu lieu le 6 juillet 2024, au bout de six ans et demi de travaux.
Le pont est récompensé dans la catégorie infrastructures et ouvrages d'art par le jury de l'Équerre d'argent 2024.

## Dénomination
Il est nommé en hommage à Simone Veil (1927-2017), résistante et femme politique française des années 1970 à 2010.
Il a longtemps été nommé, à titre provisoire, « pont Jean-Jacques-Bosc », en référence au boulevard du même nom qu'il prolonge vers la rive droite de la Garonne. 
Le 10 juillet 2017, Alain Juppé, maire de Bordeaux et président de Bordeaux Métropole, annonce que le pont portera le nom de Simone Veil, décédée le 30 juin précédent, en accord avec sa famille.

## Localisation
Situé dans le prolongement du boulevard Jean-Jacques Bosc, qui constitue la limite entre les communes de Bordeaux et de Bègles, le pont Simone-Veil permet à la ceinture des boulevards de Bordeaux, qui commence au boulevard Albert-Brandenburg dans le quartier Bacalan, de franchir la Garonne, arrivant tout près de la salle de spectacles Arkéa Arena à Floirac.  
Il se trouve à 1,5 km en amont du pont Saint-Jean et du pont ferroviaire de Bordeaux, et 2 km en aval du pont François-Mitterrand (pont d'Arcins), situé sur la rocade de Bordeaux.

## Description
D'une longueur de 549 mètres et d'une largeur de 44 mètres, cet ouvrage est constitué de huit rangées de piles et d’un tablier en béton porté par une structure de caissons en acier,.
Il comporte 2x2 voies pour la circulation automobile, une voie dans chaque sens pour une ligne de transport en commun en site propre. L'espace réservé aux piétons et aux vélos représente 48 % de la surface.

## Historique

### Choix du concepteur architectural (2013)
En décembre 2013, le lauréat du concours architectural est l'agence néerlandaise Office for Metropolitan Architecture (OMA, « Bureau d'architecture métropolitaine ») fondée par Rem Koolhaas (prix Pritzker en 2000). 
L'ouvrage est conçu par OMA sous la direction de Rem Koolhaas et de Chris van Duijn. L'équipe de conception intègre aussi les bureaux d'études WSP FINLAND et Egis, le paysagiste Michel Desvigne et l’agence d'éclairage  Lumières Studio.

### Une conception architecturale «antispectaculaire» (le point de vue de Rem Koolhaas)
Selon Rem Koolhaas, fondateur du cabinet OMA, l'architecture de ce pont est volontairement « assez neutre, sans effort d’embellissement architectural ». Il souhaite ainsi créer une rupture avec l'ambition spectaculaire des ponts. 
Le pont n'est pas conçu seulement comme un moyen de franchissement de la Garonne, mais comme un espace public permettant d'accueillir diverses manifestations, ce qui aboutit à un tablier très large.

### Coût
Le devis de construction accepté en juillet 2017 est celui du groupement d'entreprises Razel-Bec, Fayat, Baudin, Barbot, etc.. Il s'élève à 83,85 millions d'euros.
Le coût global prévu, raccordements inclus, s'élève à 121 millions d'euros, dont 110 millions pour les travaux et 11 millions pour la rémunération de la maîtrise d'œuvre (architecte, bureaux d'études, paysagistes...).
Le coût final effectif est de 151 million d'euros, notamment en raison des quatre années de retard pour l'achèvement du chantier.

### Les travaux de construction (2017-2024)
La construction est prévue initialement entre 2017 et 2020. Le marché, d'un montant de 70 M€ HT est attribué en juillet 2017 à un groupement d'entreprises pilotée par Razel-Bec, filiale du Groupe Fayat. Le groupement est composé de filiales de Fayat (Fayat TP, Barbot CM, SEFI-Intrafor) et de 2 autres entreprises (ETPO et Baudin Châteauneuf).
Les travaux commencent en septembre 2017. En juin 2018, le constructeur arrête le chantier, pour des raisons de divergences techniques et juridiques. La livraison prévue en 2023 est annoncée avec près de 3 ans de retard. Le désaccord porte sur un supplément de la protection des piles évalué à 18 M€ supplémentaires. Une situation similaire s'est produite sur le chantier du Musée des Confluences à Lyon, où la même filiale du Groupe Fayat s'est retirée du chantier à l'amiable, occasionnant retard et indemnisation.
Un accord est trouvé en décembre 2018 entre le président de Bordeaux Métropole Alain Juppé et l’entrepreneur Laurent Fayat. Cet accord doit permettre une reprise des travaux au printemps 2020, et la mise en service du pont pour 2024. En décembre 2020, Bordeaux Métropole attribue finalement le marché du pont au constructeur Bouygues. Les travaux préliminaires autour du site reprennent en janvier 2021, et la construction de l'édifice reprend en avril.
En mars 2022, la pose des poutres commence, la jonction des deux rives a lieu le 20 janvier 2023 et l'ouvrage est transmis à la métropole le 27 mai 2024, pour les finitions. 

### Mise en service et inauguration
Le 3 juillet 2024 à 9 h 15, il est ouvert aux piétons et cyclistes et l'inauguration a lieu le 6 juillet, de 18 h à minuit (avec DJ sets, jeux et spectacles). L'ouverture à la circulation a elle lieu le 8 juillet à 5 h du matin. Depuis ce jour, 2 nouvelles lignes de bus (Liane 6 et Directe 54) circulent sur le pont.